# Hednota odontoides
Hednota odontoides là một loài bướm đêm trong họ Crambidae.